# Kathryn Dean
Kathryn Dean (Califórnia, 5 de janeiro de 1996) é uma cantora americana conhecida no Brasil por ter várias músicas nas trilhas sonoras de novelas brasileiras da Rede Globo, como Alto Astral, Malhação Sonhos, A Regra  do Jogo e Malhação Seu Lugar No Mundo.

## Biografia
Kathryn  Dean  é uma cantora americana que ficou conhecida no Brasil por ter músicas nas trilhas sonoras de novelas da Rede Globo, ela nasceu em Los Angeles, Califórnia.Ela começou a cantar e tocar quando era criança, porém só começou a cantar profissionalmente em 2013, ela admira os cantores: Adele, Bruno Mars, Maroon 5 e Sam Smith.
"Adoraria fazer uma turnê com eles porque eles escrevem as próprias canções e seu amor e paixão pela música é evidente em cada performance".
Em 2014 as portas internacionais se abriram para a cantora, quando ela teve a música "I Told You So" incluida na trilha da Malhação 2014/2015 (Malhação Sonhos), o single foi a música tema de foi tema dos personagem Cobra  (Felipe Simas) e Jade ( Ana Júlia Durigon).  Em 2015 ela teve a música "City Of Angels" incluida na trilha sonora da Malhação Seu Lugar No Mundo, tema da Ciça (Julia Konrad), e ("Be My Sin") incluída na trilha sonora de A Regra do Jogo,  tema de Belisa (Bruna Linzmeyer). Ela já fez músicas com os produtores que trabalharam com Christina Aguilera, Bruce Springsteen, The Mars Volta, At The Drive-In e Counting Crows, nos Estados Unidos suas músicas são tocadas em diversas rádios e suas músicas são destaques na televisão, filmes e compilações como por exemplo na NBC dos Estados Unidos. 
Ela se descreve como uma artista pop alternativa, porque tem influências da música pop, rock e da música popular.  O primeiro single de Kathryn Dean foi "I’ll Show You Crazy” que foi bastante elogiado pela crítica,o primeiro álbum foi "Hit The Lights" lançado em 2015 pela gravadora Magnetic Red Records. "Be My Sin" que foi trilha da novela a Regra do Jogo da Rede Globo foi o primeiro single do primeiro EP e ficou por 12 semanas Top 40 Indicator Charts. "I Told You So" já passa de 10 milhões de visualizações no YouTube e os outros singles tem mais de 1 milhão de visualizações no site de vídeos.
A cantora já veio ao Brasil em 2015 porque tem muitos fãs no Brasil e inclusive já fez uma participação na Malhação Sonhos em uma quando esteve no Brasil. Em setembro deste ano ela fará um grande show em São Paulo, Ela se inspira na cantora Adele. Em uma de suas passagens pelo Brasil ela deu uma entrevista para a atriz Ana Júlia Durigon e cantou no Palco do Encontro Com Fátima Bernardes. Em agosto de 2017 Kathryn lançou o primeiro single de seu próximo álbum, a faixa é intitulada Bad Girls Make The News.

## Em 2015
Em julho de 2015 ela veio ao Brasil para gravar uma participação na novela "Malhação Sonhos", na época a música "I Told You So" música era a trilha de Jade e Cobra, ela se apresentou no Quiosqui da Globo em Copacabana, quando esteve no Brasil também se apresentou no programa Encontro com Fátima Bernardes.  Na trama Kathryn Dean estava fazendo uma turnê no Brasil e ela convidou o personagem Pedro para ser o seu guitarrista. 
Lançou o primeiro álbum chamado "Hit The Lights" com 12 faixas, entre elas  estão “Told You So” (Malhação 2014/2015), “Be My Sin” (A Regra do Jogo) e “City of Angels” (Malhação 2015/2016). A cantora Kathryn Dean em 2015 era uma promessa internacional da gravadora da Globo, a Som Livre. Hoje Kathryn Dean é uma cantora conhecida internacionalmente que é ouvida por milhões de brasileiros todos os dias através da novela Malhação. Só em 2015 teve três músicas incluídas em trilhas de novelas brasileiras, incluindo "Love You Forever And Day", que foi trilha de Cesar e Itália em Alto Astral 

## Carreira atual
Ela mora em Los Angeles nos Estados Unidos e prepara uma turnê, e no dia 13 de junho ela anunciou no Facebook que no dia 30 de setembro deste ano ela estará no Brasil para fazer um Show em São Paulo, ainda não se sabe se ela estenderá a turnê por mais alguma cidade brasileira. O show no Brasil será Tom Brasil no dia 30 de setembro as 22h.
As músicas dela do álbum "Hit The Lights" estão todas disponíveis nas plataformas de streaming: Spotify, Deezer, iTunes e Amozon MP3 e também no YouTube.Kathryn tem seus perfis nas redes sociais todos verificados, no Instagram, no Twitter e no Spotify para garantir a confiabilidade de sua identidade. Kathryn Dean está fazendo uma turnê pelos Estados Unidos, antes da vinda ao Brasil ela passará por  Hartford,  Phoenix no Arizona, San Diego na Califórnia,  Oakland, Santa Barbara  e no dia 7 de setembro ela se apresentará no  Gramercy Theatre em Nova York.  Kathryn Dean também abrirá shows para a Tiffany. 

## Filantropia
Kathryn é envolvida com várias instituições caridade, participou de eventos e levando em San Diego desde sua adolescência. Ela serviu como um conselheira de pares ensino médio e tutor acadêmico. Foi também voluntária para promoção de animais e adoção, cuidados infantis e acampamento de verão em sua igreja local anos atrás.

## Discografia
- "Hit The Lights" (2015) [21]

## Singles
- Be My Sin (2015).[22]
- I Told You So [23]
- City Of Angels [24]
- So Undeniable [25]
- Tired Eyes, Tired lies [26]
- A Letter To You
- I'll Show You Crazy [27]
- Love You Forever And a Day
- Rhythm And Booze
- Bad Girls Make The News[28]